# Benoni S. Fuller

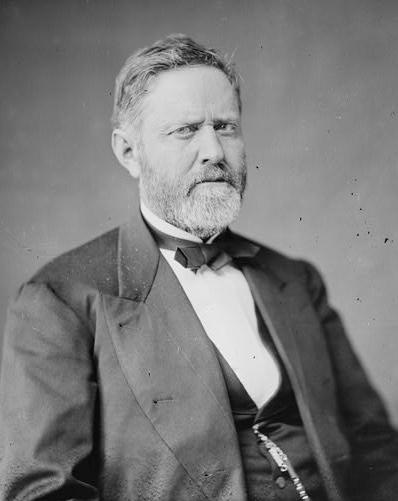
Benoni S. Fuller

Benoni Stinson Fuller (* 13. November 1825 bei Boonville, Warrick County, Indiana; † 14. April 1903 ebenda) war ein US-amerikanischer Politiker. Zwischen 1875 und 1879 vertrat er den Bundesstaat Indiana im US-Repräsentantenhaus.

## Werdegang
Benoni Fuller besuchte die öffentlichen Schulen seiner Heimat und unterrichtete danach selbst als Lehrer im Warrick County. In den Jahren 1856 und 1858 war er als Sheriff Polizeichef in diesem Bezirk. Gleichzeitig begann er als Mitglied der Demokratischen Partei eine politische Laufbahn. In den Jahren 1862, 1870 und 1872 gehörte er dem Senat von Indiana an; von 1866 bis 1868 war er Abgeordneter im Repräsentantenhaus des Staates.
Bei den Kongresswahlen des Jahres 1874 wurde Fuller im ersten Wahlbezirk von Indiana in das US-Repräsentantenhaus in Washington, D.C. gewählt, wo er am 4. März 1875 die Nachfolge von William E. Niblack antrat. Nach einer Wiederwahl konnte er bis zum 3. März 1879 zwei Legislaturperioden im Kongress absolvieren. Im Jahr 1878 verzichtete er auf eine erneute Kandidatur. Nach seinem Ausscheiden aus dem US-Repräsentantenhaus arbeitete Fuller im Warrick County in der Landwirtschaft. Er starb am 14. April 1903 in Boonville.